# Eva Kamínková
Eva Kamínková, roz. Procházková, křtěná Eva Josefa Rudolfa (25. listopadu 1909 Praha-Holešovice – 6. dubna 1982 Praha) byla česká klasická filoložka se zaměřením na latinskou medievistiku a profesorka dějin antického starověku na Filozofické fakultě Univerzity Karlovy.

## Život
Narodila se v Holešovicích do rodiny úředníka pojišťovny Hynka Procházky a jeho ženy Karolíny roz. Horákové. V letech 1928-1934 studovala na filozofické fakultě Karlovy Univerzity. Sestavila knihu Dílo Jana Amose Komenského, učebnice pro posluchače vysokých škol Výbor středověkých latinských textů a přeložila knihu Homérští hrdinové ve vzpomínkách věků.